# سانتوش جوشي
سانتوش جوشي (بالهندية: संतोष जोशी؛ بالإنجليزية: Santosh Joshi) هو مغني هندي، ولد في 2 يوليو 1960 في بيكانر في الهند.